# Critics’ Choice Television Awards 2021

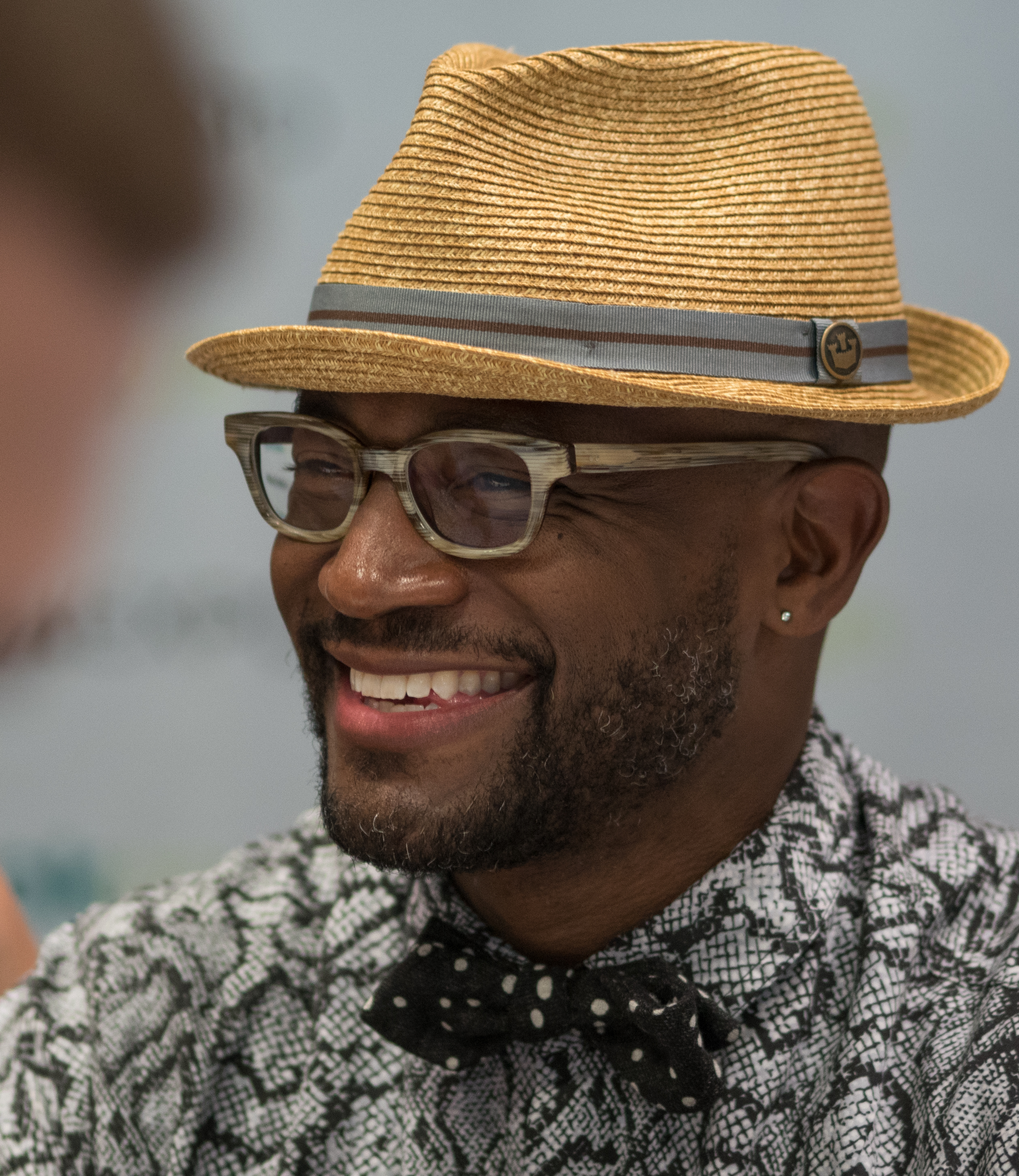
Taye Diggs, Moderator der Verleihung

Die 11. Verleihung der US-amerikanischen Critics’ Choice Television Awards, die jährlich von der Broadcast Television Journalists Association (BTJA) vergeben werden, wurde am 7. März 2021 virtuell abgehalten. Die Verleihung wurde live vom US-Sender The CW ausgestrahlt und im dritten Jahr in Folge von Taye Diggs moderiert.
Die Nominierungen wurden am 18. Januar 2021 bekanntgegeben.

## Gewinner und Nominierte
| Serie                      | N | A |
| -------------------------- | - | - |
| The Crown                  | 6 | 4 |
| Ozark                      | 6 | 0 |
| Schitt’s Creek             | 5 | 2 |
| Lovecraft Country          | 5 | 1 |
| Mrs. America               | 5 | 1 |
| What We Do in the Shadows  | 5 | 0 |
| Better Call Saul           | 4 | 0 |
| The Plot Against America   | 4 | 0 |
| Ted Lasso                  | 3 | 3 |
| Das Damengambit            | 3 | 2 |
| The Undoing                | 3 | 1 |
| Mom                        | 3 | 0 |
| Normal People              | 3 | 0 |
| Perry Mason                | 3 | 0 |
| This Is Us – Das ist Leben | 3 | 0 |

### Sparte Comedy

#### Beste Comedyserie
Ted Lasso
Better Things
The Flight Attendant
Mom
PEN15
Ramy
Schitt’s Creek
What We Do in the Shadows

#### Bester Hauptdarsteller in einer Comedyserie
Jason Sudeikis – Ted Lasso
Hank Azaria – Brockmire
Matt Berry – What We Do in the Shadows
Nicholas Hoult – The Great
Eugene Levy – Schitt’s Creek
Ramy Youssef – Ramy

#### Beste Hauptdarstellerin in einer Comedyserie
Catherine O’Hara – Schitt’s Creek
Pamela Adlon – Better Things
Christina Applegate – Dead to Me
Kaley Cuoco – The Flight Attendant
Natasia Demetriou – What We Do in the Shadows
Issa Rae – Insecure

#### Bester Nebendarsteller in einer Comedyserie
Daniel Levy – Schitt’s Creek
William Fichtner – Mom
Harvey Guillén – What We Do in the Shadows
Alex Newell – Zoey’s Extraordinary Playlist
Mark Proksch – What We Do in the Shadows
Andrew Rannells – Black Monday

#### Beste Nebendarstellerin in einer Comedyserie
Hannah Waddingham – Ted Lasso
Lecy Goranson – Die Conners
Rita Moreno – One Day at a Time
Annie Murphy – Schitt’s Creek
Ashley Park – Emily in Paris
Jaime Pressly – Mom

### Sparte Drama

#### Beste Dramaserie
The Crown
Better Call Saul
The Good Fight
Lovecraft Country
The Mandalorian
Ozark
Perry Mason
This Is Us – Das ist Leben

#### Bester Hauptdarsteller in einer Dramaserie
Josh O’Connor – The Crown
Jason Bateman – Ozark
Sterling K. Brown – This Is Us – Das ist Leben
Jonathan Majors – Lovecraft Country
Bob Odenkirk – Better Call Saul
Matthew Rhys – Perry Mason

#### Beste Hauptdarstellerin in einer Dramaserie
Emma Corrin – The Crown
Christine Baranski – The Good Fight
Olivia Colman – The Crown
Claire Danes – Homeland
Laura Linney – Ozark
Jurnee Smollett – Lovecraft Country

#### Bester Nebendarsteller in einer Dramaserie
Michael K. Williams – Lovecraft Country
Jonathan Banks – Better Call Saul
Justin Hartley – This Is Us – Das ist Leben
John Lithgow – Perry Mason
Tobias Menzies – The Crown
Tom Pelphrey – Ozark

#### Beste Nebendarstellerin in einer Dramaserie
Gillian Anderson – The Crown
Cynthia Erivo – The Outsider
Julia Garner – Ozark
Janet McTeer – Ozark
Wunmi Mosaku – Lovecraft Country
Rhea Seehorn – Better Call Saul

### Sparte Fernsehfilm bzw. Miniserie

#### Beste Miniserie
Das Damengambit
I May Destroy You
Mrs. America
Normal People
The Plot Against America
Small Axe
The Undoing
Unorthodox

#### Bester Fernsehfilm
Hamilton
Bad Education
Between the World and Me
The Clark Sisters: First Ladies of Gospel
Sylvie’s Love
What the Constitution Means to Me

#### Bester Hauptdarsteller in einem Fernsehfilm oder einer Miniserie
John Boyega – Small Axe
Hugh Grant – The Undoing
Paul Mescal – Normal People
Chris Rock – Fargo
Mark Ruffalo – I Know This Much is True
Morgan Spector – The Plot Against America

#### Beste Hauptdarstellerin in einem Fernsehfilm oder einer Miniserie
Anya Taylor-Joy – Das Damengambit
Cate Blanchett – Mrs. America
Michaela Coel – I May Destroy You
Daisy Edgar-Jones – Normal People
Shira Haas – Unorthodox
Tessa Thompson – Sylvie’s Love

#### Bester Nebendarsteller in einem Fernsehfilm oder einer Miniserie
Donald Sutherland – The Undoing
Daveed Diggs – The Good Lord Bird
Joshua Caleb Johnson – The Good Lord Bird
Dylan McDermott – Hollywood
Glynn Turman – Fargo
John Turturro – The Plot Against America

#### Beste Nebendarstellerin in einem Fernsehfilm oder einer Miniserie
Uzo Aduba – Mrs. America
Betsy Brandt – Soulmates
Marielle Heller – Das Damengambit
Margo Martindale – Mrs. America
Winona Ryder – The Plot Against America
Tracey Ullman – Mrs. America